# 小玉美意子
小玉 美意子（こだま みいこ、1942年12月13日 - 2025年7月11日）は、日本の社会学者。専攻はテレビ・ジャーナリズム論、ジェンダーとメディア論。元フジテレビアナウンサーで武蔵大学名誉教授。テレビ番組評価サイト「QUAE」主宰。福島県しゃくなげ大使。 

## 来歴
東京都生まれ。東京教育大学附属中学校・高等学校（現・筑波大学附属中学校・高等学校）、お茶の水女子大学卒業後、フジテレビにアナウンサーとして入社。フジテレビでは6年間アナウンサーを務めるも「女子アナウンサー定年制」により退社を余儀なくされる。退社後、アメリカ合衆国に留学。帰国後、お茶の水女子大大学院人間文化研究科に入学し、満期退学の後に福島女子短期大学、江戸川大学を経て、1995年より武蔵大学社会学部教授。東京メトロポリタンテレビジョン番組審議委員、日本マス・コミュニケーション学会理事、映倫管理委員、映倫青少年映画審議会委員長、BSフジ番組審議会副委員長を務めた。
2025年7月11日、虚血性心疾患のため東京都中野区の自宅で死去した。82歳没。

### 履歴
- 1961年 - 東京教育大学附属中学校・高等学校（現・筑波大学附属中学校・高等学校）卒業
- 1965年 - お茶の水女子大学文教育学部地理学科卒業
- 1965年 - フジテレビ・アナウンサー
- 1971年 - 女性アナウンサー・若年定年制でフジテレビ退社
- 1972年 - アメリカ・サンフランシスコ州立大学修士課程入学
- 1975年 - 同大学院　Master of arts、第1回世界女性会議参加
- 1975年〜1985年 - フリー・アナウンサー＆レポーター
- 1976年 - お茶の水女子大学・大学院人間文化研究科博士課程入学満期退学
- 1980年 - 同満期退学、放送教育開発センター非常勤講師
- 1985年 - 福島女子短期大学教授
- 1990年 - 江戸川大学教授
- 1995年 - 武蔵大学教授
- 2000年 - オハイオ大学客員研究員
- 2001年 - 武蔵大学社会学部学部長
- 2001年 - 武蔵大学総合研究所所長
- 2013年 - 武蔵大学退職、同大学名誉教授

### その他の社会的活動
- 福島県しゃくなげ大使
- 福島県総合開発審議会委員
- NHK文字放送審議会委員
- 放送番組向上委員会委員
- 映倫管理委員・同副委員長
- TOKYOMX放送番組審議会副委員長

## 著書

### 単著
- 『ジャーナリズムの女性観』（学文社、1989年）
- 『メディア・エッセイ 情報時代の心に浮かぶ由なしごと』（学文社、1997年）
- 『新版・ジャーナリズムの女性観』（学文社、1991年）
- 『メディア選挙の誤算〜2000年米大統領選挙報道が問いかけるもの』（花伝社、2001年）
- 『メジャー・シェア・ケアのメディア・コミュニケーション論』（学文社、2011年）

### 編著
- 『美女のイメージ』（世界思想社、1996年）
- 『テレビニュースの解剖学　映像時代のメディア・リテラシー』（学文社、2008年）

### 共著
- 『情報社会を生きる女たちーコミュニケーションの視点から』（岩男寿美子編、日本放送出版協会、1991年）「なぜ女性のメディア参加が必要なのか」
- 『女性とメディア』（加藤春恵子・津金沢聡広編著、世界思想社、1992年）「女性の人権とマス・メディア」
- 『メディアの現在形』（香内三郎・山本武利編、新曜社、1993年）「マイノリティとメディア」
- 『日本のフェミニズム7・表現とメディア』（井上輝子他編、岩波書店、1995年）「ニュースの送り手としての女性」（初出・人間文化研究会編『女性と文化』JCA出版、1981年）
- 『女と男の時空Ⅵ　溶解する女と男　21世紀の時代へ向けて』（河野信子編、藤原書店、1996年）、「放送の女性史」（pp.235-262）
- 『現場からみたマスコミ学㈼』pp.61-77.（天野勝文他編、学文社、1996年）「メディアの中のジェンダー」
- Mass Communication in Japan, (Anne Cooper-Chen, supervision and the collaboration), University of Iowa Press, June 1997.
- 『現代マスコミ論のポイント』（天野勝文他編、学文社、1999年）「メディア・リテラシー：情報社会を主体的に生きる精神と技術」（pp.211-229)
- 『婦人白書1999』（日本婦人団体連合会編、ほるぷ出版、1999年）「マスメディア」(pp.187-197)
- 『ライフスタイル考現学』（武蔵大学公開講座編、お茶の水書房、2001年）「メディアの中の年代とジェンダー」（pp.3-53）
- 『私の社会学　青春フィールドノート』（武蔵大学社会学部編、武蔵社会学会、2001年11月）「経験から研究へ　めくるめく時を越えて」（pp.163-185）
- 『メディア社会学レポート』（武蔵大学メディア社会学科編、海象社、2003年）「市民のメディアへの道～パブリックアクセスとメディアリテラシー～」（pp.96-111）
- 『現代マスコミ論のポイント』（学文社、2004年）「メディアリテラシー」（pp.259－278）
- 『多様化するメディア環境と人権』（武蔵大学社会学部編、御茶の水書房、2006年）「表現の自由と人権」（pp.7-25）
- 『グローバル・コミュニケーション論』(小野善邦編著　世界思想社、2007年）「ニュースに見る国際化の実相」　　（pp.168-182）
- 『メディア学の現在』（山口功二・渡辺武達・岡満男編、世界思想社、2007年） 「メディアとジェンダー」（pp.214-236) 2011年[新訂版]発行。
- 『女性と美の比較文化』（東京女子大学女性学研究所編、勁草書房、2008年）「美人とミスコンテストをめぐる考察」　(pp.115-146)
- 『メディア研究とジャーナリズム21世紀の課題』（津金沢聡広・武市英雄・渡辺武達編、ミネルヴァ書房、2009年）　（pp.257-283）
- 『ユーザーからのテレビ通信簿』(戸田桂太・小玉美意子監修、山下玲子編、学文社、2013年）(pp.158-170)
- 『テレビ報道職のワーク・ライフ・アンバランス』（林香里・谷岡理香編著、大月書店、2013年）「本調査から見えてきた日本のジャーナリズムの課題」（pp.218-234）
- 『マスコミュニケーションの新時代』（小田原敏、アンジェロ・イシ編著、北樹出版、2014年）

## 過去の出演番組

### テレビ
- フジテレビ「大宅壮一サンデーニュース」、「ビジョン討論会」、「小川宏ショー」レポーター、「タワーバラエティ」、「あなたの東京」、「くらしの投書箱」
- 日本テレビ「にっぽんレポート」（日本テレビ）
- テレビ朝日「女性たちはいま」「みどりの窓口」
- テレビ東京「今日の株式」
- 小玉みい子の朝はいきいき!（福島放送、福島女子短期大学教授時代に出演）

### YouTube
- 武蔵大学最終講義「体験から研究へ　〜メディア+ジェンダー研究の40年〜　小玉美意子最終講義」(2013年3月2日）

## 外部ページ
- 武蔵大学による教員紹介小玉教授ページ
- 小玉美意子のホームページ（本人作成） - ウェイバックマシン（2003年12月13日アーカイブ分）